# Иванов, Анатолий Петрович
Анатолий Петрович Иванов (род. 7 мая 1960, Уткино, Татарская АССР) — российский государственный деятель. Депутат Государственной Думы восьмого созыва. Член Комитета Государственной думы VIII созыва по региональной политике и местному самоуправлению.

## Биография
Окончил Канашский финансовый техникум по специальности «государственное страхование, финансист» (1978 г.), Московский университет потребительской кооперации по специальности «экономист-менеджер» (2003 г.).
В 1978 г. — участковый инспектор Мамадышской инспекции Госстраха.
С 1978 по 1980 гг. — служба в рядах Советской Армии.
С 1980 по 1981 гг. — старший экономист ФМХ Мамадышского райфо.
С 1981 по 1987 гг. — старший ревизор-инспектор ФСХ Мамадышского райфо.
С 1987 по 1993 гг. — начальник Мамадышского районного отдела статистики.
С 1993 по 1996 гг. — директор Мамадышского МП «Электрон».
С 1996 по 1998 гг. — заведующий финансовым отделом администрации Мамадышского района.
С 1998 по 2002 гг. — председатель правления Мамадышского райпотребсоюза.
С 2002 по 2005 гг. — заместитель главы администрации района по экономике и содействию предпринимательству, первый заместитель главы администрации Мамадышского района.
С 2006 по 2010 гг. — руководитель исполнительного комитета Мамадышского муниципального района. С 2010 г. — глава муниципального образования «Мамадышский муниципальный район». 5 июня 2024 года получил мандат депутата Госдумы. Анатолию Иванову («Единая Россия») достался мандат Елены Ямпольской, перешедшей на работу в администрацию президента.